# Friedrich von Szápáry
Friedrich, comte Szápáry de Muraszombath et Széchysziget (né le 5 novembre 1869 à Budapest - mort le 18 mars 1935 à Vienne), est un diplomate austro-hongrois qui joua un rôle important au début de la Première Guerre mondiale. 

## Biographie
Membre de la famille Szapáry, il est le deuxième fils de Ladislaus, comte Szápáry de Muraszombath, Széchysziget et Szapár (1831-1883), général de l'empire d'Autriche qui joua un rôle important dans l'occupation de la Bosnie-Herzégovine en 1878, et de Marianne née von Grünne. Il était cousin du comte Gyula Szapáry, premier-ministre de la Hongrie (1890-1892). 
Le comte Szápáry appartint à un groupe des jeunes diplomates qui soutinrent une politique étrangère plus dynamique et agressive de la double-monarchie. Le 1er octobre 1913, il fut nommé ambassadeur à Saint-Pétersbourg, même s'il ne présenta sa lettre de créance au Tsar que le 14 février 1914. À ce titre, il joua un rôle clé lors de la crise de juillet 1914 et de l'escalade militaire entre les deux empires. Il présenta la déclaration de guerre le 6 août 1914, puis quitta le territoire russe.

## Descendance
Friedrich von Szápáry est le grand-père maternel de la baronne Marie-Christine von Reibnitz qui épouse le prince Michael de Kent, cousin de la reine Élisabeth II et donc tous les deux membres de la famille royale britannique. Sa petite-fille est d'ailleurs titrée « S.A.R. la princesse Michael de Kent ».